# Морщихинская (Печниковское сельское поселение)
Морщихинская — деревня в Каргопольском районе Архангельской области России. Входит в состав Печниковского сельского поселения.

## География
Деревня находится в юго-западной части Архангельской области, в подзоне средней тайги, в пределах северной части Восточно-Европейской равнины, на северном берегу Лёкшмозера, при автодороге 11К-242, на расстоянии примерно 54 километров (по прямой) к северо-западу от города Каргополя, административного центра района.

### Климат
Климат характеризуется как умеренно континентальный, с продолжительной холодной зимой и умеренно тёплым влажным летом. Среднегодовая температура воздуха — 2,1 °C. Средняя температура воздуха самого холодного месяца (января) — −12,3 °C (абсолютный минимум — −50 °C), средняя температура самого тёплого (июля) — 16,5 °С (абсолютный максимум — 35 °C). Продолжительность безморозного периода составляет 91 день. Вегетационный период начинается в среднем 7 мая и длится около 145 дней. Годовое количество атмосферных осадков — 541 мм, из которых 389 мм выпадает в период с апреля по октябрь. Снежный покров держится в течение 170 дней.

### Часовой пояс
Морщихинская, как и вся Архангельская область, находится в часовой зоне МСК (московское время). Смещение применяемого времени относительно UTC составляет +3:00.

## Население
| 2002 | 2010 | 2012 |
| ---- | ---- | ---- |
| 217  | →217 | ↗235 |

### Национальный состав
Согласно результатам переписи 2002 года, в национальной структуре населения русские составляли 100 %.

## Достопримечательности
Церковь Петра и Павла  Объект культурного наследия № 2900603000  — каменный храм, построенный в период с 1825 по 1831 годы взамен сгоревшей в 1823 году деревянной шатровой церкви. Представляет собой двусветный четверик, первоначально пятиглавый, перекрытый купольной кровлей, трапезной связанный с двухъярусной колокольней под шпилем. Церковь была закрыта в 1930-е годы и использовалась как склад зерна Каргопольским райпотребсоюзом. С 2000-х годов осуществляются ремонтно-реставрационные работы силами волонтеров при поддержке Кенозерского Национального парка и Лекшмозерской православной общины.

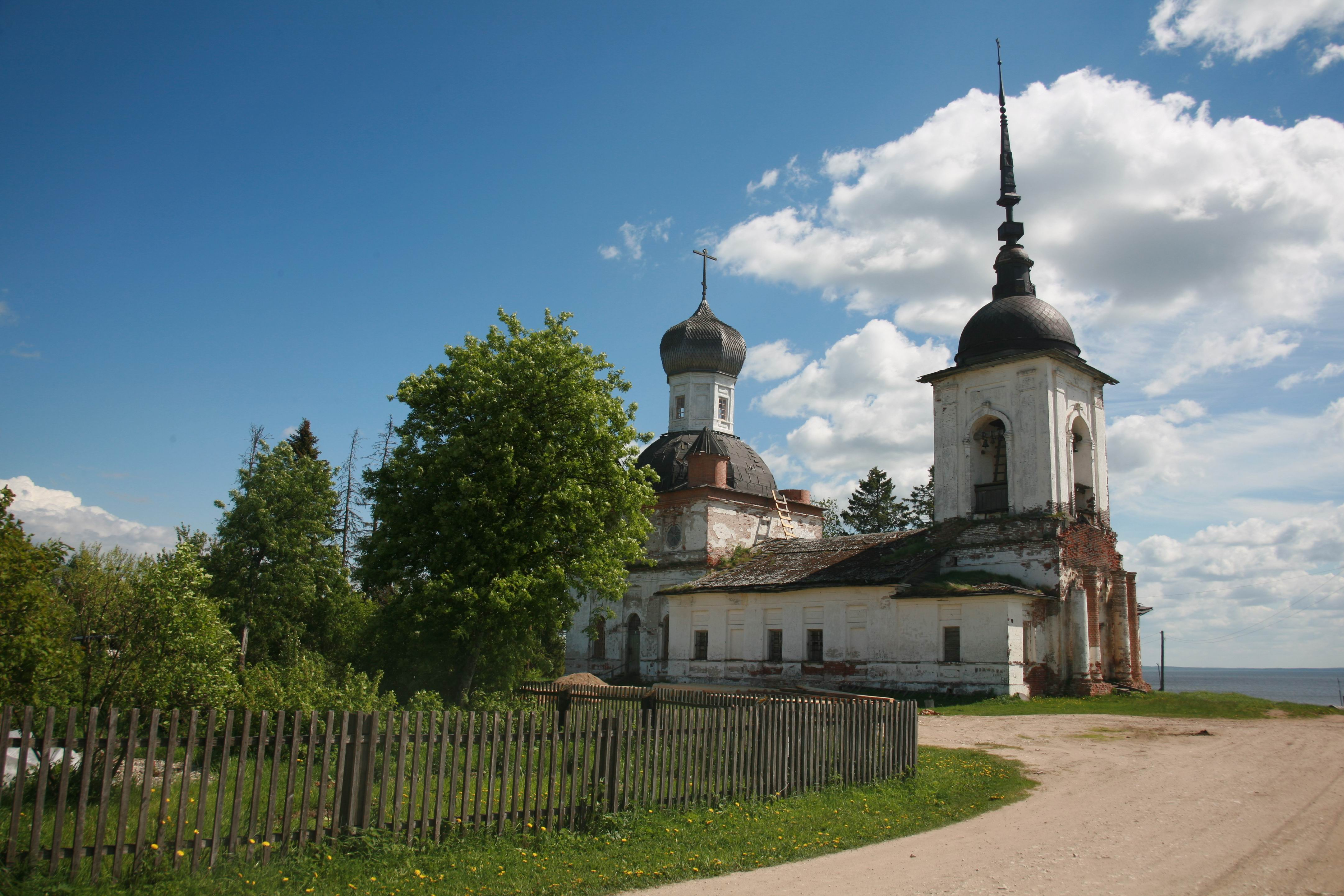
Фотография церкви в 2008 году
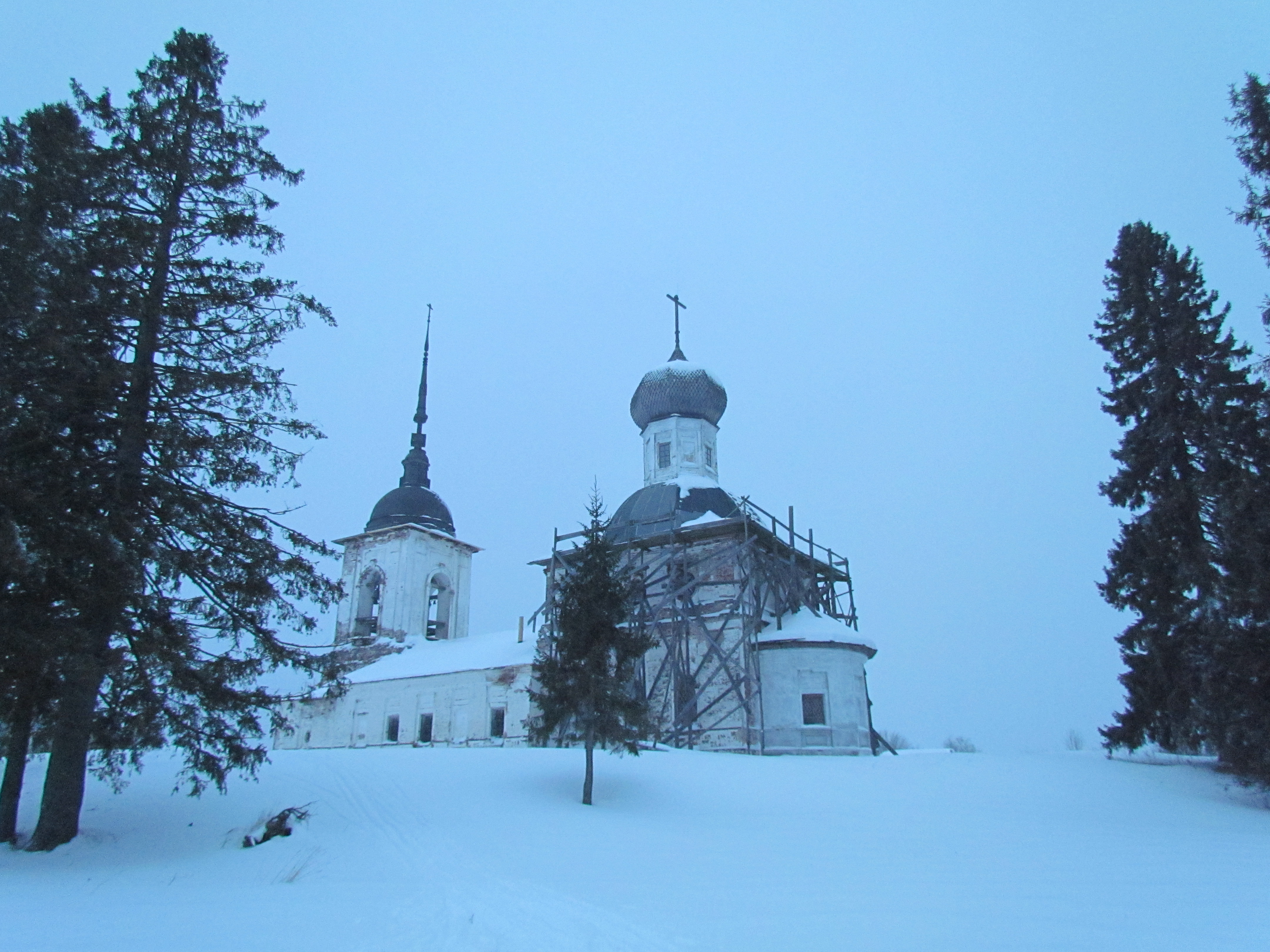
Фотография церкви в 2017 году